# NGC 2522
NGC 2522 (również PGC 22749 lub UGC 4218) – galaktyka spiralna (S0-a), znajdująca się w gwiazdozbiorze Raka. Odkrył ją Albert Marth 26 stycznia 1865 roku.